# 維斯塔阿萊格雷 (阿賴漢區)
維斯塔阿萊格雷（西班牙語：Vista Alegre），是巴拿馬的城鎮，位於該國中東部，由西巴拿馬省的阿賴漢區負責管轄，面積14.3平方公里，海拔高度37米，2010年人口55,369，人口密度每平方公里3,872人。